# Morrin
Morrin es un pueblo canadiense situado en la provincia de Alberta.

## Superficie
Morrin tiene una superficie de 0,67 km².

## Demografía
En 2021, tenía 205 habitantes, una densidad poblacional de 305,2 hab./km², y 131 viviendas.